# Top Album Sales
Top Album Sales – jedno z wielu zestawień tygodnika Billboard przygotowywane przez Nielsen SoundScan oparte na liczbie albumów sprzedanych w ciągu tygodnia(od poniedziałku do niedzieli) w Stanach Zjednoczonych. Zestawienie uwzględnia zarówno albumy w formacie fizycznym jak i cyfrowym.
Zestawienie stanowi ówczesną wersję listy Billboard 200, która od 24 listopada 2014 obok sprzedaży albumów zaczęła uwzględniać równoważnik sprzedanych utworów i odtworzeń w serwisach streamingowych.
Pierwszym numerem jeden Top Album Sales(z datą 13 grudnia 2014) był album 1989 Taylor Swift, który w okresie od 24 do 30 listopada 2014 roku sprzedał się w nakładzie 281 tys. kopii. 